# Jane Casey
Jane Casey (Dublin, 1977) is een Ierse auteur van thrillers.

## Biografie
Jane Casey werd geboren in Dublin en studeerde letterkunde aan Trinity College en later aan de universiteit van Oxford. Ze werkt momenteel  als redacteur bij een uitgeverij in Engeland en woont met haar echtgenoot, een strafrechtadvocaat, in Londen.

### Maeve Kerrigan-serie
1. The Burning (2010) vertaling: Brandbaar (2012)
2. The Reckoning (2011) vertaling: Vergelding (2012)
3. The Last Girl (2012) vertaling: De laatste dochter (2013)
4. The Stranger You Know (2013) vertaling: De vreemde bekende (2014)
5. The Kill (2014) vertaling: De jacht
6. After the Fire (2015) vertaling: Na de brand
7. Let the Dead Speak (2017)
8. One in Custody (2019)
9. Cruel Acts (2019)
10. Love Lies Bleeding (2019)
11. The Cutting Place (2020)
12. Silent Kill (2020)
13. The Close (2023)

- Bibsys: 97021921
- Bibliothèque nationale de France: cb13478510b (data)
- Catàleg d'autoritats de noms i títols de Catalunya: 981058522283806706
- Gemeinsame Normdatei: 1035678675
- International Standard Name Identifier: 0000 0000 3243 8921
- Library of Congress Control Number: n97025541
- Nationale Bibliotheek van Tsjechië: xx0164515
- Nationale bibliotheek van Australië: 67132916
- Nationale Bibliotheek van Israël: 987007437771105171
- Nederlandse Thesaurus van Auteursnamen: 157611450
- Système universitaire de documentation: 035257504
- Virtual International Authority File: 7538311
- WorldCat: E39PBJxWWgyPkP4jHFwWJtBF8C